# Bizante
Nella mitologia greca,  Bizante  o  Bisante era il nome di uno dei figli di Posidone, ed è considerato il mitico fondatore di Bisanzio.

## Il mito
Posidone, il dio dei mari, si invaghì di Ceroessa, figlia di Zeus e quindi sua nipote. Da questa unione nacque Bizante. Egli si pose a capo di varie spedizioni finché riuscì, dopo quella di Megaresi, a fondare una colonia che presto si allargò fino a creare Bisanzio

### Interpretazione e realtà storica
I mitografi moderni sono riusciti a datare l'evento che pose l'inizio della fondazione di Bisanzio, ponendolo intorno alla metà del secolo VII a.C.

### Moderna
- Angela Cerinotti, Miti greci e di Roma antica, Prato, Giunti, 2005, ISBN 88-09-04194-1.
- Anna Ferrari, Dizionario di mitologia, Litopres, UTET, 2006, ISBN 88-02-07481-X.
- Anna Maria Carassiti, Dizionario di mitologia classica, Roma, Newton, 2005, ISBN 88-8289-539-4.